# رنگینک زیتونی
رنگینک زیتونی (نام علمی: Xenopipo uniformis) نام یک گونه از سرده رنگینک‌های عجیب است.